# Eutelia (insecto)
Eutelia es un género de polillas de la familia Noctuidae. Algunas taxonomías la colocan en la familia Euteliidae.

## Especies
- Eutelia adoratrix Staudinger, 1892
- Eutelia adulatrix Hübner, 1813
- Eutelia discedens Hacker & Fibiger, 2006
- Eutelia distorta Hampson, 1912
- Eutelia furcata Walker, 1865 (sin.: Eutelia distracta Walker, 1865, Eutelia piratica Schaus, 1940, Eutelia pertanda Dyar, 1925)
- Eutelia gaedei Hacker & Fibiger, 2006
- Eutelia pulcherrimus Grote, 1865 (nombre alternativo Eutelia pulcherrima)
- Eutelia pyrastis Hampson, 1905